# Α-乳白蛋白
α-乳白蛋白，也称为Alpha 乳白蛋白和LALBA ，是一种由人类LALBA基因编码的蛋白质。   

## 概述
α-乳清蛋白是一種調節幾乎所有哺乳動物物種乳汁中乳糖生成的蛋白質。 在靈長目動物中，α-乳清蛋白的表達會響應催乳素激素而上調，並增加乳糖的生成。
α-乳清蛋白構成乳糖合成酶（LS）異二聚體的調節亞基，而β-1,4-半乳糖基轉移酶（beta4Gal-T1）構成催化組分。這些蛋白質共同使 LS 能夠通過將半乳糖部分轉移到葡萄糖來生產乳糖。作為多聚體，α-乳清蛋白能強烈結合鈣離子和鋅離子，可能具有殺菌或抗腫瘤活性。人體 α-乳清蛋白的一種摺疊變體，可能在胃等酸性環境中形成，稱為HAMLET（使腫瘤細胞致死的人體 α-乳清蛋白），它可能誘導腫瘤細胞和未成熟細胞發生細胞凋亡。 因此，α-乳清蛋白相應的摺疊動力學非常不尋常。
當與半乳糖基轉移酶 Gal-T1 形成複合物時，α-乳清蛋白可將該酶對葡萄糖的親和力提高約 1000 倍，並抑制其聚合多個半乳糖單元的能力。這提供了一條通過將 Gal-TI 轉化為乳糖合成酶來形成乳糖的途徑。

## 物理性質
α-乳清蛋白的結構是已知的，由 123 個胺基酸和 4 個二硫鍵組成。化学式为：C623H970O194N156S10（注：包含糖基的分子式为C715H1122O264N160S10）分子量為 14070 Da，等電點在 4.2 到 4.5 之間。α-乳清蛋白有兩種主要形式：全酶狀態（holo-state）和脫輔酶狀態（apo-state）。全酶狀態是天然形式——摺疊並與鈣結合。脫輔酶狀態出現在酸性條件下，與鈣離子的釋放和貝塔摺疊的展開有關。 與β-乳球蛋白的主要結構差異之一是它沒有任何可以作為硫醇基共價聚合反應起點的游離基團。因此，純 α-乳清蛋白在變性和酸化後不會形成凝膠。α-乳清蛋白是一種鈣結合蛋白，具有一個單一的強鈣結合位點，如下所示。鈣與三個天門冬氨酸殘基（Asp 82、87、88，顯示為藍色）的羧基和離胺酸 79 和天門冬氨酸 84（顯示為紫色）的羰基結合。這種結合由兩個水分子（紅色）協調。這些殘基結合位點在大多數含有 α-乳清蛋白的物種中是保守的。

## 演化
α-乳清蛋白的序列比對顯示與溶菌酶有很強的相似性，特別是鈣結合的 c-溶菌酶。 這兩種蛋白質的物理結構非常相似，但胺基酸序列的相似性不到一半，因此功能差異很大。 因此，預期的演化歷史是 c-溶菌酶的基因重複之後發生基因突變，導致 α-乳清蛋白失去溶菌酶的催化活性。 該基因早於哺乳動物和鳥類的最後共同祖先，其起源可能追溯到約 3 億年前。

## 功能
目前的研究正在發現 α-乳清蛋白在生理乳糖生產之外的新應用。

### 營養
α-乳清蛋白對新生兒營養至關重要。這種蛋白質提供了必需胺基酸和生物活性化合物，這些對於最佳生長、發育和健康是必需的。α-乳清蛋白是人體母乳中最豐富的乳清蛋白，其特性已被研究用於嬰兒配方奶粉中以模擬乳汁成分。這種蛋白質是支鏈胺基酸、半胱氨酸和色氨酸殘基的良好來源，每一種都與相關的健康益處有關。

### 臨床應用
α-乳清蛋白已針對多種不同的醫療狀況進行了研究，並被認為與積極的結果相關。這些益處中的許多歸因於其所包含的生物活性化合物以及蛋白質結合複合物的能力。

### 多囊卵巢綜合症
多囊卵巢綜合症（PCOS）是一種與較高水平的 α-乳清蛋白相關聯，可緩解症狀的疾病。這種情況與腸道內膜炎症和微生物菌群失衡引起的腸道菌群失調密切相關。α-乳清蛋白能促進健康的細菌菌株，例如嗜酸乳桿菌（Lactobacillus acidophilus）、雙歧桿菌短雙歧桿菌（Bifidobacterium short）和雙歧桿菌長雙歧桿菌（Bifidobacterium longum）。這些細菌產生短鏈脂肪酸（SCFA），可改善腸道微生物群。在一項對照研究中，攝取較高 α-乳清蛋白飲食的組別，其與 PCOS 相關的症狀有所減輕，並且健康細菌水平較高。雖然這種情況沒有治癒方法，但这可能是一種短期療法。

### 精神健康
α-乳清蛋白是胺基酸的來源，與改善精神健康有關。這種蛋白質富含色氨酸殘基，色氨酸是血清素的前體，血清素是一種與積極情緒相關的神經遞質。該蛋白質還能增加其他大型中性胺基酸（LNAAs）的血漿濃度，這些胺基酸有助於激素平衡。半胱氨酸殘基有助於谷胱甘肽的合成，谷胱甘肽是一種重要的抗氧化劑。

### 癌症
關於 α-乳清蛋白與油酸形成稱為HAMLET（使腫瘤細胞致死的人體 α-乳清蛋白）的複合物後可能產生的細胞凋亡效應，已有廣泛的研究。這種 HAMLET 複合物結合後會破壞細胞膜的結構，促進細胞死亡以保護有機體的完整性。這種複合物可以轉運進入癌細胞的細胞核，但不會進入健康細胞。當在癌細胞中時，這種蛋白質-油酸複合物在許多研究中已被證明可以減緩腫瘤的進展。α-乳清蛋白的天然狀態不顯示這些相同的抗癌功能，因此很可能是油酸發揮細胞凋亡功能，而 α-乳清蛋白負責靶向特定的細胞系，例如結腸癌、膀胱癌和膠質母細胞瘤細胞。

## 延伸閱讀
- Heine WE, Klein PD, Reeds PJ. . The Journal of Nutrition. March 1991, 121 (3): 277–283. PMID 2002399. doi:10.1093/jn/121.3.277 .
- Permyakov EA, Berliner LJ. . FEBS Letters. May 2000, 473 (3): 269–274. PMID 10818224. S2CID 83964232. doi:10.1016/S0014-5793(00)01546-5.
- Hall L, Emery DC, Davies MS, Parker D, Craig RK. . The Biochemical Journal. March 1987, 242 (3): 735–742. PMC 1147772 . PMID 2954544. doi:10.1042/bj2420735.
- Davies MS, West LF, Davis MB, Povey S, Craig RK. . Annals of Human Genetics. July 1987, 51 (3): 183–188. PMID 3479943. S2CID 37901087. doi:10.1111/j.1469-1809.1987.tb00869.x.
- Findlay JB, Brew K. . European Journal of Biochemistry. May 1972, 27 (1): 65–86. PMID 5049057. doi:10.1111/j.1432-1033.1972.tb01812.x .
- Hall L, Craig RK, Edbrooke MR, Campbell PN. . Nucleic Acids Research. June 1982, 10 (11): 3503–3515. PMC 320727 . PMID 6285305. doi:10.1093/nar/10.11.3503.
- Håkansson A, Zhivotovsky B, Orrenius S, Sabharwal H, Svanborg C. . Proceedings of the National Academy of Sciences of the United States of America. August 1995, 92 (17): 8064–8068. Bibcode:1995PNAS...92.8064H. PMC 41287 . PMID 7644538. doi:10.1073/pnas.92.17.8064 .
- Stacey A, Schnieke A, Kerr M, Scott A, McKee C, Cottingham I,  et al. . Proceedings of the National Academy of Sciences of the United States of America. March 1995, 92 (7): 2835–2839. Bibcode:1995PNAS...92.2835S. PMC 42313 . PMID 7708733. doi:10.1073/pnas.92.7.2835 .
- Fujiwara Y, Miwa M, Takahashi R, Hirabayashi M, Suzuki T, Ueda M. . Molecular Reproduction and Development. June 1997, 47 (2): 157–163. PMID 9136116. S2CID 43232515. doi:10.1002/(SICI)1098-2795(199706)47:2<157::AID-MRD5>3.0.CO;2-L.
- Lindner RA, Kapur A, Carver JA. . The Journal of Biological Chemistry. October 1997, 272 (44): 27722–27729. PMID 9346914. doi:10.1074/jbc.272.44.27722 .
- Giuffrida MG, Cavaletto M, Giunta C, Neuteboom B, Cantisani A, Napolitano L,  et al. . Journal of Protein Chemistry. November 1997, 16 (8): 747–753. PMID 9365923. S2CID 42107172. doi:10.1023/A:1026359715821.
- Chandra N, Brew K, Acharya KR. . Biochemistry. April 1998, 37 (14): 4767–4772. PMID 9537992. doi:10.1021/bi973000t.
- Håkansson A, Andréasson J, Zhivotovsky B, Karpman D, Orrenius S, Svanborg C. . Experimental Cell Research. February 1999, 246 (2): 451–460. PMID 9925761. doi:10.1006/excr.1998.4265.
- Svensson M, Sabharwal H, Håkansson A, Mossberg AK, Lipniunas P, Leffler H,  et al. . The Journal of Biological Chemistry. March 1999, 274 (10): 6388–6396. PMID 10037730. doi:10.1074/jbc.274.10.6388 .
- Harata K, Abe Y, Muraki M. . Journal of Molecular Biology. March 1999, 287 (2): 347–358. PMID 10080897. doi:10.1006/jmbi.1999.2598.
- Last AM, Schulman BA, Robinson CV, Redfield C. . Journal of Molecular Biology. August 2001, 311 (4): 909–919. PMID 11518539. doi:10.1006/jmbi.2001.4911.
- Bai P, Peng Z. . Journal of Molecular Biology. November 2001, 314 (2): 321–329. PMID 11718563. doi:10.1006/jmbi.2001.5122.
- Andrews P. . FEBS Letters. August 1970, 9 (5): 297–300. PMID 11947697. S2CID 23041445. doi:10.1016/0014-5793(70)80382-9.

## 外部連結
- 醫學主題詞表（MeSH）：alpha-Lactalbumin
- Human LALBA genome location and LALBA gene details page  in the UCSC Genome Browser.